# Platja de ses Ielles
La platja de ses Ielles és una platja natural del municipi de Cadaqués (Alt Empordà) situada al Parc Natural del Cap de Creus, entre la platja de Cala Bona i la Cala Jugadora. Es caracteritza per les formacions rocoses que l'envolten. Orientada al sud, té una longitud de 13 m i una amplada de 22 m, formada per grava, còdols i blocs. L'accés és difícil, per un corriol que baixa des de prop del final de la carretera que arriba al Cap de Creus. És una platja tranquil·la, arrecerada de la tramuntana. S'hi practica el nudisme.
El nom de la platja és un diminutiu de la paraula illes en cadequesenc, en referència al conjunt de petites illes que hi ha a l'entrada des del mar: ses Ielles i s'Estufadora.